# 理查·奧斯汀·傅里曼
理查·奧斯汀·傅里曼（Richard Austin Freeman，1862年4月11日—1943年9月28日）是英國推理小說作家，主角是法醫偵探宋戴克博士。1907年，理查·奧斯汀·傅里曼創作首部以宋戴克博士為主角長篇推理小說《紅拇指印》。理查·奧斯汀·傅里曼的短篇集小說《歌唱的白骨》首創倒敘推理小說型態：在故事前半段明確描述犯罪行為及犯罪者身份，後半段則是偵探的調查過程。
許多宋戴克博士的故事涉及熱帶醫學，冶金學和毒物學等領域。

## 作品
- 《紅拇指印》
- 《歌唱的白骨》

## 外部連結
- 理查·奧斯汀·傅里曼的作品  - 古騰堡計劃
- 互联网档案馆中理查·奧斯汀·傅里曼的作品或与之相关的作品
- 來自理查·奧斯汀·傅里曼的LibriVox公共領域有聲讀物
- Works by R. Austin Freeman （页面存档备份，存于） at Project Gutenberg Australia